# (74421) 1999 AW24
1999 أي دابليو 24 (ويعرف أيضًا باسم (74421) 1999 أي دابليو 24 وفق تسمية الكوكب الصغير) (بالإنجليزية: 1999 AW24)‏ هو كويكب ضمن حزام الكويكبات؛ وترتيبه 74421 من حيث الاكتشاف.
اكتُشف هذا الجُرم الفلكي بواسطة OCA–DLR Asteroid Survey ‏ في 15 يناير 1999.

## وصلات خارجية
- (74421) 1999 AW24 في قاعدة بيانات مختبر الدفع النفاث لأجرام النظام الشمسي الصغيرة

- الاكتشاف · مخطط المدار ·  العناصر المدارية · المعلمات المادية

- (74421) 1999 AW24 على موقع ويكي سكاي: DSS2, SDSS, GALEX, IRAS, Hydrogen α, X-Ray, Astrophoto, Sky Map, Articles and images